# Turkisk film i Tyskland
Turkisk film i Tyskland har under de senaste tre decennierna fått sitt genombrott när den turkättade befolkningen blivit en vital del av det tyska samhället. Vanliga tematiska drag innefattar svårigheterna med assimilation, diverse kulturkrockar och livet i exil. De som har fått störst genomslag i Tyskland, Turkiet och i övriga världen är regissörerna Fatih Akin, Tevfik Baser och Yilmaz Arslan.

## Bakgrund
I dagens Tyskland utgör invandrare cirka 9 % av landets befolkning på cirka 82 miljoner invånare. Den största vågen av turkiska invandrare kom under Tysklands ekonomiska förvandling under 1960- och 1970-talet. Framförallt var det gästarbetare och kvalificerad arbetskraft som utgjorde den växande turkiska populationen och tämligen omgående blev man den största minoritetsgruppen i Tyskland. Den ökade intoleransen gentemot gästarbetare och övriga invandrare under 1980- och 1990-talet härleds till landets finansiella situation och det faktum att det ekonomiskt inte gick spikrakt uppåt som det gjort under föregående decennium. Detta vid samma tidpunkt som många turkar rotat sig i Tyskland och bildat en stadig population, inte sällan med barn födda i Tyskland. Det var i mångt och mycket denna våg av intolerans som påverkade det tysk-turkiska filmskapandet att allt mer identifiera, diskutera och problematisera livet i exil.

## Filmhistorisk översikt
Redan under den första tiden av gästarbete i Tyskland, under 1960-talet, började det göras filmer som tematiskt berörde de problem gästarbetare och andra immigranter stod inför. Det var dock först under 1980-talet som det uppkom filmer skapade av turkiska immigranter specifikt berörande den turkiska infallsvinkeln gentemot denna problematik. I Tevfik Basers 40 m² Deutschland (Tevfik Baser, 1986) berättas en historia om en ung sårbar kvinna, Turna, som kommer till Tyskland tillsammans med sin man Dursun, som har fått anställning som gästarbetare. En dag upptäcker Turna under dramatiska former att hon har hållits inlåst i lägenheten under dagarna då hennes man arbetat. När hon vid mannens hemkomst konfronterar honom får hon den simpla förklaringen att tyska män drivs av andra lustar än de turkiska och att hon inte är säker ute i den stora världen. Därefter tvingar sig Dursun på Turna samtidigt som kameran följer hennes blick medan hon sänker sitt huvud och accepterar hans framstötar. Denna scen visar med önskvärd tydlighet en kritik mot det turkiska patriarkatet och hennes skam framstår som en konsekvens av detta strukturella övergrepp. Under filmens gång drar sig Turna allt mer bort från sin man både emotionellt och psykiskt. Detta i kombination med filmens mise-en-scène, som präglas av framförallt isolering och ensamhet, gör att hennes situation framställs som allt mer ohållbar. Titeln är en tydlig anspelning på denna isolering, Turna har ingen egentlig plats i det tyska samhället utöver de 40 kvadratmeter hon förfogar över i sitt fängelse till lägenhet.
Tevfik Baser har även regisserat Farewell to a False Paradise. I denna film är rollerna omvända. Det fängelse som den trånga och instängda världen utgjorde för Turna i 40 m² Deutschland är här snarare ett skydd för den turkiska kvinnan Elif i hennes relation till omvärlden. Elif döms till fängelse för dråp efter att ha dödat sin våldsamma make. När omvärlden dömer henne, såväl hennes turkiska släktingar som hotar med vedergällning, som de tyska neo-nazisterna som trakasserat henne, blir fängelset en friplats mellan två kulturer, den tyska och den turkiska. Detta paradis visar sig dock vara en fasad och tids nog inser Elif att hon är ensam. Ju närmre hon kommer frigivning desto mer desperat blir hon inför tanken på att behöva möta det kalla samhället utanför murarna. Hon försöker begå självmord. Man känner igen tematiken ifrån Tevfik Basers debutfilm. Livet i exil blir, i detta fall bokstavligt talat, att isoleras, alieneras och fängslas.
Om Tevfik Baser gick i bräschen för den turkiska filmen i Tyskland så är Fatih Akin idag den klarast lysande stjärnan. I en rad kommersiellt framgångsrika filmer såsom Solino (2003), Crossing the Bridge – The Sound of Istanbul (2005) och den senaste filmen Auf der anderen Seite (2007) har Akin tagit upp dels exilproblematik men även försökt bringa dessa två olika kulturer samman, bland annat i Crossing the Bridge där han sammanför den tyska musikern Alexander Hacke ifrån Einstürzende Neubauten med det myllrande musiklivet på Istanbuls gator. Akin själv beskriver sig som ett ”barn av broar”, inte en klassisk turk och inte en klassisk tysk. Han anser sig själv tillhöra båda nationer. Kronan på verket i Fatih Akins filmkarriär kom när han fick Guldbjörnen i Berlin för filmen Gegen die Wand. Det var en triumf för både honom själv och den tysk-turkiska filmen som dessförinnan aldrig fått ett sådant erkännande. Även filmskapare såsom Yilmaz Arslan, Kadir Sözen, Yüksel Yavuz, Aysun Bademsoy och Hussi Kutlucan har åtnjutit framgångar och ses av filmforskaren Deniz Göktürk som den nya generationen tysk-turkiska filmskapare som skall fortsätta i föregångarnas fotspår.  Att den nya turkiska filmen i Tyskland även avviker ifrån de klassiska tematiska huvudspåren märks inte minst i Ayse Polats En Garde och Yilmaz Arslans Fratricide. Båda filmer tar upp och problematiserar interkulturell vänskap unga människor emellan, oförstående av de historiska oförrätter som präglar olika kulturers relation till varandra.
Ett tämligen nytt fenomen inom den tysk-turkiska filmen är framkomsten av allt mer frispråkiga kvinnliga regissörer. Buket Alakus, Serap Berrakkarasu och Ayse Polat är några exempel på de mest framgångsrika. Kvinnliga karaktärer och deras problem i kontrasten mellan det turkiska och tyska samhället har alltid varit centrala delar av den turkiska filmen Tyskland trots att det i stor utsträckning varit män bakom kamerorna. Det som karaktäriserar den nya generationen tysk-turkiska kvinnor är framförallt en vilja att själva visualisera och sätta fingret på sina känslor och berätta historier ur sina egna perspektiv. Buket Alakus hävdar själv att hon försökt bryta med den stereotypa bilden av den turkiska kvinnan i tysk-turkisk film eftersom hon själv inte kan identifiera sig med dessa karaktärer. I filmen Amam (Buket Alakus, 2001) skapade Alakus en film om tysk-turkisk kvinna för att underhålla, inte för att uttrycka social kritik. Serap Berrakkarasus inställning till filmmediet är påfallande likt Alakus, trots att hennes filmskapande sträcker sig över nästan tjugo år. I hennes dokumentär Töchter zweier Welten (Serap Berrakkarasus, 1990) ligger fokus på en dialog mellan två generationers kvinnor och deras inställning till arrangerade äktenskap och våld inom familjen. Mädchen am Ball (Serap Berrakkarasus, 1995), Nach dem Spiel (Serap Berrakkarasus, 1997) och Ein Mädchen im Ring (Serap Berrakkarasus, 1996) är alla filmer där kvinnans roll inom idrotten står i centrum. 
Samtidigt som immigrationsproblematiken är ständigt närvarande använder Berrakkarasus idrotten för att poängtera vikten av genus och hur dessa svårigheter i högsta grad påverkar vardagen för tysk-turkiska kvinnor.
Ett bevis på den turkiska filmens ställning i Tyskland är framväxten av en filmfestival specifikt inriktad på de två filmkulturernas uttryck. I Nürnberg hålls numera varje år en filmfestival för att dels lyfta upp den här sortens filmer och dels bidra till att skapa en mötesgrund för filmskapare såväl som åskådare till dessa filmer.

## Produktion
Turkiet är, till skillnad ifrån Tyskland, inte en fullvärdig medlem av Europeiska unionen och därmed kvalificerar sig inte turkiska filmskapare för det europeiska filmstöd som existerar genom exempelvis MEDIA-programmet. Situationen är däremot annorlunda för turkiska filmskapare i exil. Genom att verka inom den tyska filmbranschen omfattas man naturligtvis även av produktionsstödet och kan dra nytta av dessa förutsättningar för att berätta de historier relevanta för den tysk-turkiska populationen. I reaktion mot den tysk-turkiska vågen av framgångsrika filmskapare har allt fler specialiserade produktionsbolag börjat inrikta sig på den del av den turkiska marknaden i Tyskland som förkastar den sortens filmer på grunderna att de inte är turkiska nog. Enligt Metin Topal, ansvarig för RecPlayer Verleih i Europa, är de tysk-turkiska filmerna bra men representerar inte de två länderna på lika villkor. Dessa bolag finner även stöd i att de flesta tysk-turkiska filmer lyckats betydligt bättre i Tyskland än de har gjort i Turkiet.  Ett exempel på detta fenomen är Gegen die Wand (Fatih Akin, 2004) som sågs av 791 141 personer i Tyskland kontra 294 273 i Turkiet.